# Rodachtal

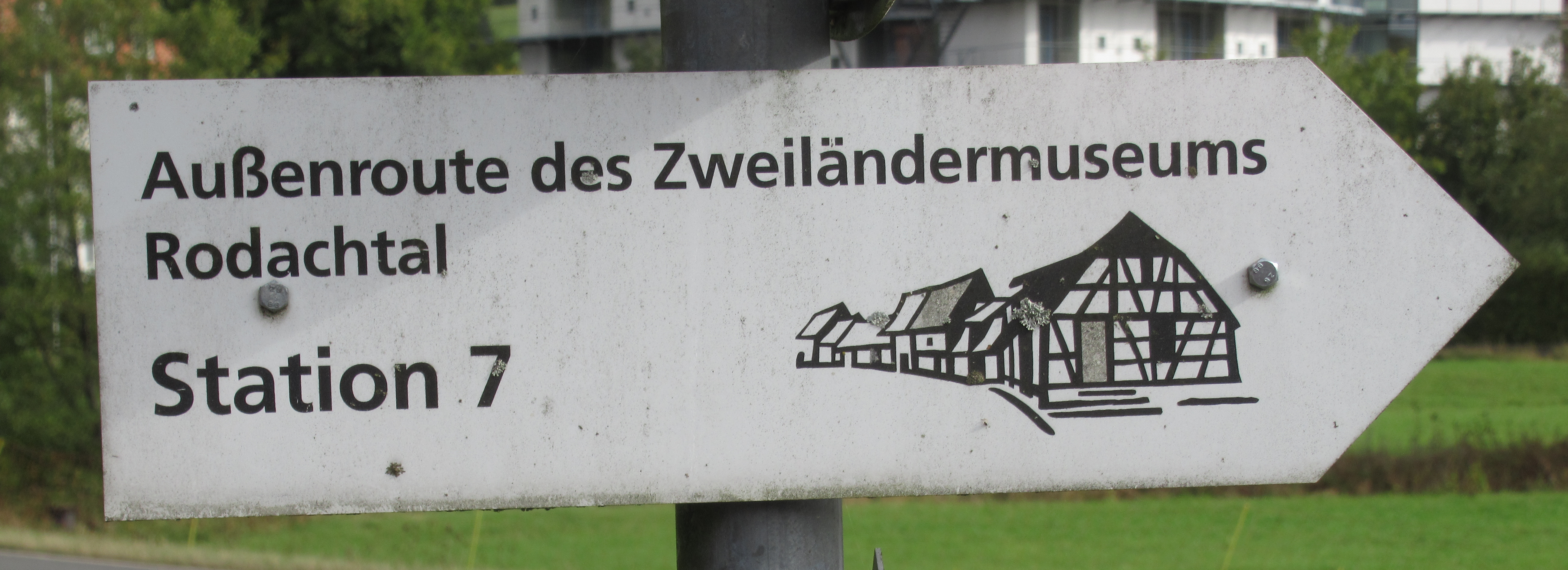
Zweiländermuseum Rodachtal

Das Naturschutzgebiet Rodachtal liegt im Landkreis Hildburghausen in Thüringen östlich von Autenhausen und nördlich von Gehegsmühle entlang der Rodach. Am westlichen und südlichen Rand des Gebietes verläuft die Landesgrenze zu Bayern, östlich fließt der Sulzbach, südlich schließt sich – im bayerischen Landkreis Coburg – das 54,5 ha große Naturschutzgebiet Heiligenwiesen und Heiligenleite an.

## Bedeutung
Das 116,8 ha große Gebiet mit der NSG-Nr. 309 wurde im Jahr 1997 unter Naturschutz gestellt. 